# 2019冠状病毒病佛罗里达州疫情
2019冠状病毒病佛罗里达州疫情介绍2019冠状病毒病疫情中，美国佛罗里达州各地发生的情况。

## 时间线
佛罗里达州是全美第三个出现疫情的州，首例病例于3月1日确诊，一例位于馬納提縣，一例位于希爾斯波羅縣。3月3日，佛罗里达州州长罗恩·德桑蒂斯的发言人宣布希爾斯波羅縣出现3例推断阳性病例，最近从意大利返回。
3月5日，州长报告一例新增病例，患者有慢性病，位于聖羅薩縣，最近有外国旅行史。3月6日新增3例确诊病例，两人位于布劳沃德县，一人位于李县。新增2例死亡。
3月9日新增9例确诊病例，累计确诊23例。公主郵輪发现其两名船员是从至尊公主号调过来的后，终止了在大开曼的靠岸计划。邮轮被要求在劳德代尔堡海岸边抛锚停泊，以便让所有船员和乘客进行测试。第四艘公主郵輪，帝王公主號发现有从至尊公主号调过来的船员后，也被命令禁止航行。
3月10日，阿拉楚阿縣出现首例确诊病例。3月11日，佛罗里达大学健康医院确认他们正在治疗一例患者，但拒绝透露更多隐私。3月13日，迈阿密市长被确诊。同日晚间，加利福尼亚州一位从佛罗里达旅行归来确诊的患者死亡。
3月13日，佛罗里达新增33例确诊病例，1例死亡。全国运动汽车竞赛协会（NASCAR）推迟本周末位于亚特兰大赛车场举办的比赛，下周末位于霍姆斯特德-迈阿密赛车场举办的比赛也推迟。
3月14日，奥兰多国际机场的一位运输安全管理局专员确诊。
3月15日，新增39例确诊病例，佛罗里达州累计确诊100人。
7月13日，佛州單日新增1萬5299起2019冠狀病毒疾病確診病例，打破7月8日加州的全美各州單日新增確診數紀錄。
2021年7月30日，佛州通报新增2万1683起冠病确诊病例，这是当地疫情暴发以来的单日最高增幅。

## 反应

### 州政府
3月1日，州长宣布进入公共卫生紧急状态。
4月2日，佛羅里達州政府發佈居家隔離令。

### 商业
华特迪士尼乐园及度假区宣布3月15日至31日期间关闭華特迪士尼世界度假區。環球主題樂園及度假村宣布奧蘭多環球影城度假村从3月15日起关闭，至少持续到月底。佛罗里达包括奥兰多海洋世界、佛罗里达乐高乐园和布什花园坦帕湾在内的游乐园均决定闭园至4月1日。

### 公立大学
3月10日，佛罗里达大学向全体教授发信，建议将课程改为网络授课。次日，佛罗里达大学宣布，春季学期剩余课程将全部改为网络授课，并鼓励学生回到家乡。
3月11日，佛罗里达州立大学宣布3月23日至4月5日课程改为网络授课，预计6日开始恢复。佛羅里達州立大學系統董事会向所有系统内大学发出指导，要求立即为远程授课做准备。学校餐厅和图书馆照常开放。 迈阿密的佛羅里達國際大學宣布从3月12日开始网络授课，持续至4月4日。
位于坦帕的南佛罗里达大学宣布，春假后3月23日至4月5日为期两周的课程改为网络授课。